# Liabum acuminatum
Liabum acuminatum là một loài thực vật có hoa trong họ Cúc. Loài này được Rusby mô tả khoa học đầu tiên năm 1920.